# Solo in Stuttgart
Solo in Stuttgart ist ein Soloalbum von Kenny Werner. Mitgeschnitten wurde ein Konzert des Jazzpianisten am 10. Juni 1992 im Studiosaal des Süddeutschen Rundfunks (SDR) in Stuttgart; die Aufnahmen erschienen 2019 auf dem Label SWR Jazzhaus.

## Hintergrund
Als Kenny Werner 1992 sein Konzert in Stuttgart gab, hatte er gerade begonnen, mit den Möglichkeiten von Piano-Soloprogrammen zu experimentieren; wenig später legte er die Soloalben Meditations (SteepleChase Records) und  Live at Maybeck Recital Hall, Vol. 34 (Concord) vor. Er war einer der zahlreichen Pianisten der Jazzmetropole New York geworden, geschätzt und gebucht von vielen Musikerkollegen, jedoch ohne einen besonderen Moment der Entdeckung durch ein breiteres Publikum erlebt zu haben.

## Titelliste

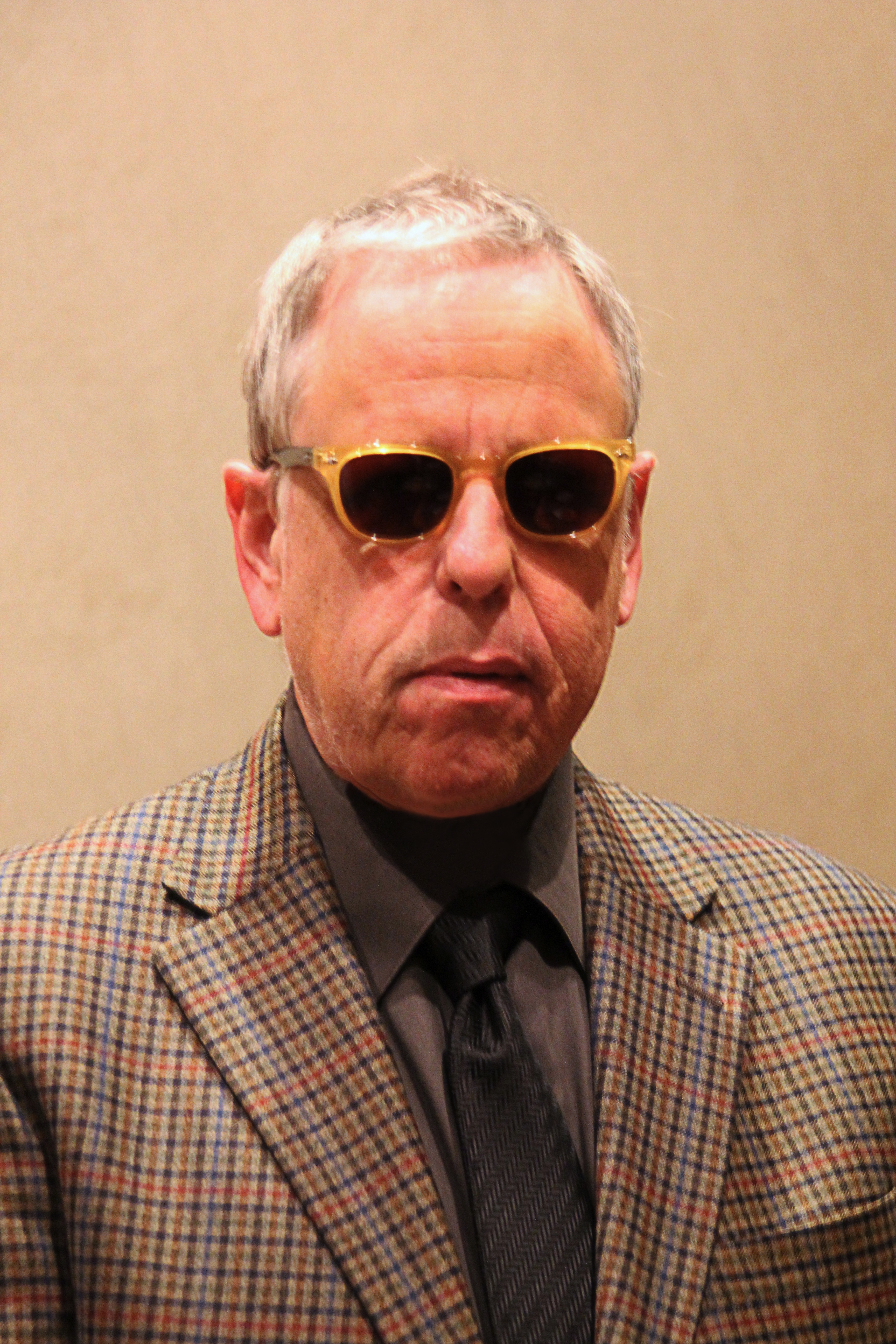
Kenny Werner 2011

- Kenny Werner: Solo in Stuttgart (SWR Jazzhaus AH – 474)[3]

2-LP-Ausgabe
A – 1  All the Things You Are (Jerome Kern, Oscar Hammerstein II) 8:22

A – 2  Blue in Green (Bill Evans) 12:37

B – 1  In Your Own Sweet Way (Dave Brubeck) 18:35

C – 1  Dolphin Dance (Herbie Hancock) 17:01

D – 1  Lorraine My Sweet (Kenny Werner) 9:35

D – 2  Anniversary Waltz (Igor Rosenow) 6:25
CD-Ausgabe
1. Dolphin Dance
2. Lorraine My Sweet
3. Blue in Green
4. All the Things You Are
5. Anniversary Waltz
6. In Your Own Sweet Way

## Rezeption
Georg Waßmuth (Südwestrundfunk) schrieb: „Eines des Standard-Lehrbücher des Jazz zum Thema ‚Improvisation‘ stammt von dem 1951 in Brooklyn geborenen Pianisten Kenny Werner. Effortless Mastery – Mühelose Meisterschaft lautet sein Titel. Seine Thesen zum ‚freien Flug der Gedanken‘ hat Kenny Werner während seiner langen Karriere immer wieder mit außergewöhnlichen Konzertauftritten untermauert.“ Das belegt auch die Archivaufnahme „Solo in Stuttgart“. Darüber hinaus lobt der Autor die Klangqualität des Mitschnitts: „Die Tontechniker haben das inspirierte Spiel von Kenny Werner […] durchhörbar und enorm präsent eingefangen. Deshalb kann sich die CD ‚Live in Stuttgart‘ mit jeder neuen Produktion aufnehmen. Der Hörer bekommt den Eindruck, er sitzt in der ersten Reihe, während sich Kenny Werner Zeit und Raum für seine epischen Improvisationen nimmt.“
Nach Ansicht des Autors von JazzBluesNews hatte sich Werner „zu einem hochqualitativen Handwerker“ entwickelt, „der seine Stärke nicht aus dem Ringen um Innovation schöpfte, sondern aus der Eleganz und Finesse, mit der die pianistischen Möglichkeiten der Tastaturtradition in seine Musik einfloss. Werners fortgeschrittene Position zeigte sich auch im Repertoire, das er am 10. Juni 1992 in das Studio des Süddeutschen Rundfunks (SDR) in Stuttgart mitbrachte, Ausgangspunkt, um seine eigene Kreativität auf vertrauten Melodien und Formen spielen zu lassen.“